# Греј (јединица)
Греј (енг. gray; симбол: Gy) је СИ изведена јединица за енергију за апсорбовану дозу радијације. Један греј је апсорпција једног џула радијације енергије од стране једног килограма материје. Један греј је једнак 100 рада (рад је старија јединица). Греј је дефинисан 1975. године у част Луису Харолду Греју (1905—1965), који је користио сличан концепт 1940. године, „да је количина радијације неутрона који ствара повећање енергије у јединичној вредности ткива једнака повећању енергије произведене у јединичној запремини воде по једном рендгену радијације“.
Греј се такође користи у метрологији зрачења као јединица за количину зрачења керма; дефинисан као збир почетних кинетичких енергија свих наелектрисаних честица ослобођених ненаелектрисаним јонизујућим зрачењем у узорку материје по јединици масе. Греј је важна јединица у мерењу јонизујућег зрачења и добила је име по британском физичару Луису Харолду Греју, пиониру у мерењу радијације рендгенских зрака и радијума и њиховог утицаја на живо ткиво.
Греј је усвојен као део Међународног система јединица 1975. године. Одговарајућа cgs јединица греју је rad (еквивалентно 0,01 Gy), која је углавном уобичајена у Сједињеним Државама, иако је „снажно обесхрабрена“ у водичу за стил Националног института за стандарде и технологију САД.

## Примене
Греј има неколико области примене у мерењу доза.

### Радиобиологија
Мерење апсорбоване дозе у ткиву је од фундаменталног значаја у радиобиологији и терапији зрачењем, јер је мера количине енергије коју упадно зрачење депонује у циљном ткиву. Мерење апсорбоване дозе је сложен проблем због расејања и апсорпције, а за ова мерења су доступни многи специјализовани дозиметри који могу да покрију примене у 1-Д, 2-Д и 3-Д.
У терапији зрачењем, количина примењеног зрачења варира у зависности од врсте и стадијума рака који се лечи. За куративне случајеве, типична доза за солидни епителни тумор креће се од 60 до 80 Gy, док се лимфоми лече са 20 до 40 Gy. Превентивне (адјувантне) дозе су обично око 45–60 Gy у фракцијама од 1,8–2 Gy (за рак дојке, главе и врата).
Просечна доза зрачења са рендгенског снимка абдомена је 0,7 милисиверта (0,0007 Sv), од ЦТ снимка абдомена је 8 mSv, од ЦТ скенирања карлице је 6 mGy, а од селективног ЦТ скенирања абдомена и карлица је 14 mGy.

### Заштита од зрачења
Апсорбована доза такође игра важну улогу у заштити од зрачења, јер је полазна тачка за израчунавање стохастичког здравственог ризика ниског нивоа зрачења, који се дефинише као вероватноћа индукције рака и генетског оштећења. Греј мери укупну апсорбовану енергију зрачења, али вероватноћа стохастичког оштећења такође зависи од врсте и енергије зрачења и врсте ткива која су укључена. Ова вероватноћа је повезана са еквивалентном дозом у сивертима (Sv), која има исте димензије као греј. То је повезано са грејом факторима тежине описаним у чланцима о еквивалентној дози и ефективној дози.
Међународни комитет за тегове и мере наводи: „Да би се избегао било какав ризик од забуне између апсорбоване дозе D и дозног еквивалента H, треба користити посебне називе за одговарајуће јединице, то јест, треба користити назив греј уместо џула по килограму за јединицу апсорбоване дозе D и назив сиверт уместо џула по килограму за јединицу дозног еквивалента H."
{\displaystyle 1\ \mathrm {Gy} =1\ {\frac {\mathrm {J} }{\mathrm {kg} }}=1\ {\frac {\mathrm {m} ^{2}}{\mathrm {s} ^{2}}}}
Приложени дијаграми показују како се апсорбована доза (у грејима) прво добија рачунским техникама и из ове вредности се изводе еквивалентне дозе. За рендгенске и гама зраке, греј је бројчано иста вредност када је изражен у сивертима, али за алфа честице један греј је еквивалентна 20 сиверта, и тежински фактор зрачења се примењује у складу са тим.

### Тровање зрачењем
Тровање зрачењем: Греј се конвенционално користи за изражавање озбиљности онога што је познато као „ефекти ткива” од доза примљених у акутном излагању високим нивоима јонизујућег зрачења. То су ефекти који ће се сигурно десити, за разлику од неизвесних ефеката ниског нивоа зрачења који имају вероватноћу да изазову штету. Акутна изложеност целог тела високоенергетском зрачењу од 5 греја или више обично доводи до смрти у року од 14 дана.  LD1 је 2,5 Gy, LD50 је 5 Gy и LD99 је 8 Gy. LD50 доза представља 375 џула за одраслу особу од 75 kg.

### Апсорбована доза у материји
Греј се користи за мерење стопа апсорбоване дозе у неткивним материјалима за процесе као што су очвршћавање зрачењем, зрачење хране и електронско зрачење. Мерење и контрола вредности апсорбоване дозе је од виталног значаја да би се обезбедио исправан рад ових процеса.

## Развој концепта апсорбоване дозе и греја
Вилхелм Конрад Рендген је први пут открио рендгенске зраке 8. новембра 1895. године, а њихова употреба се веома брзо проширила за медицинску дијагностику, посебно сломљених костију и унетих страних предмета где су представљали револуционарно побољшање у односу на претходне технике.
Због широке употребе рендгенских зрака и све већег схватања опасности од јонизујућег зрачења, стандарди мерења су постали неопходни за интензитет зрачења и разне земље су развиле сопствене, али користе различите дефиниције и методе. На крају, у циљу промовисања међународне стандардизације, на првом састанку Међународног конгреса радиологије (ICR) у Лондону 1925. године, предложено је посебно тело које би разматрало јединице мере. То се звало Међународна комисија за јединице и мерења зрачења, или ICRU, и настала је на Другом ICR-у у Стокхолму 1928. године, под председавањем Мане Сиегбахна.
Једна од најранијих техника мерења интензитета рендгенских зрака била је мерење њиховог јонизујућег ефекта у ваздуху помоћу јонске коморе испуњене ваздухом. На првом састанку ICRU-а предложено је да се једна јединица рендгенске дозе дефинише као количина рендгенских зрака која би произвела један esu набоја у једном кубном центиметру сувог ваздуха на 0 °C и 1 стандардној атмосфери притиска. Ова јединица за излагање радијацији названа је рендген у част Вилхелма Рендгена, који је умро пет година раније. На састанку ICRU-а 1937. године, ова дефиниција је проширена на гама зрачење. Овај приступ, иако је био велики корак напред у стандардизацији, имао је недостатак што није био директна мера апсорпције зрачења, а тиме и ефекта јонизације, у различитим врстама материје, укључујући људско ткиво, и био је мерење само ефекта рендгенских зрака у одређеним околностима; ефекат јонизације на сувом ваздуху.
Године 1940, Луис Харолд Греј који је проучавао ефекат оштећења неутрона на људско ткиво, заједно са Вилијамом Валентином Мејнордом и радиобиологом Џоном Ридом, објавио је рад у коме је нова јединица мере названа „грам рендген“ (симбол: gr) предложена, и дефинисана као „она количина неутронског зрачења која производи прираст енергије у јединици запремине ткива једнак прираштају енергије произведене у јединици запремине воде за један рендген зрачења“. Утврђено је да је ова јединица еквивалентна 88 ерга у ваздуху, а апсорбована доза, како је касније постала познато, зависи од интеракције зрачења са озраченим материјалом, а не само од израза изложености или интензитета зрачења, коју рендген представља. Године 1953. ICRU је препоручио  rad, једнак 100 erg/g, као нову јединицу мере апсорбованог зрачења. Рад је изражен у кохерентним cgs јединицама.
Крајем 1950-их, CGPM је позвао ICRU да се придружи другим научним телима како би радили на развоју Међународног система јединица, или SI. CCU је одлучио да дефинише СИ јединицу апсорбованог зрачења као енергију коју депонују реапсорбоване наелектрисане честице по јединици масе апсорбујућег материјала, како је рад дефинисан, али би у MKS јединицама био еквивалентан џулу по килограму. То је 1975. године потврдио 15. CGPM, а јединица је названа „греј” у част Луиса Харолда Греја, који је преминуо 1965. Греј је тако био једнак 100 rad. Значајно је да се центигреј (нумерички еквивалент јединице rad) још увек широко користи за описивање апсолутних апсорбованих доза у радиотерапији.
Усвајање греја на 15. Генералној конференцији за тегове и мере као јединице мере апсорпције јонизујућег зрачења, специфичне апсорпције енергије и керме 1975. године био је кулминација више од пола века рада, оба у разумевању природе јонизујућег зрачења и у стварању кохерентних величина и јединица зрачења.

## Notes
1. ↑  I.e., indirectly ionizing radiation such as photons and neutrons
2. ↑  Originally known as the International X-ray Unit Committee
3. ↑  The host country nominated the chairman of the early ICRU meetings.